# Vermilion (fiume Alberta)
Il Vermilion  è un fiume del Canada, che scorre in Alberta per circa 270 chilometri, per poi confluire nel North Saskatchewan.